# De Lach

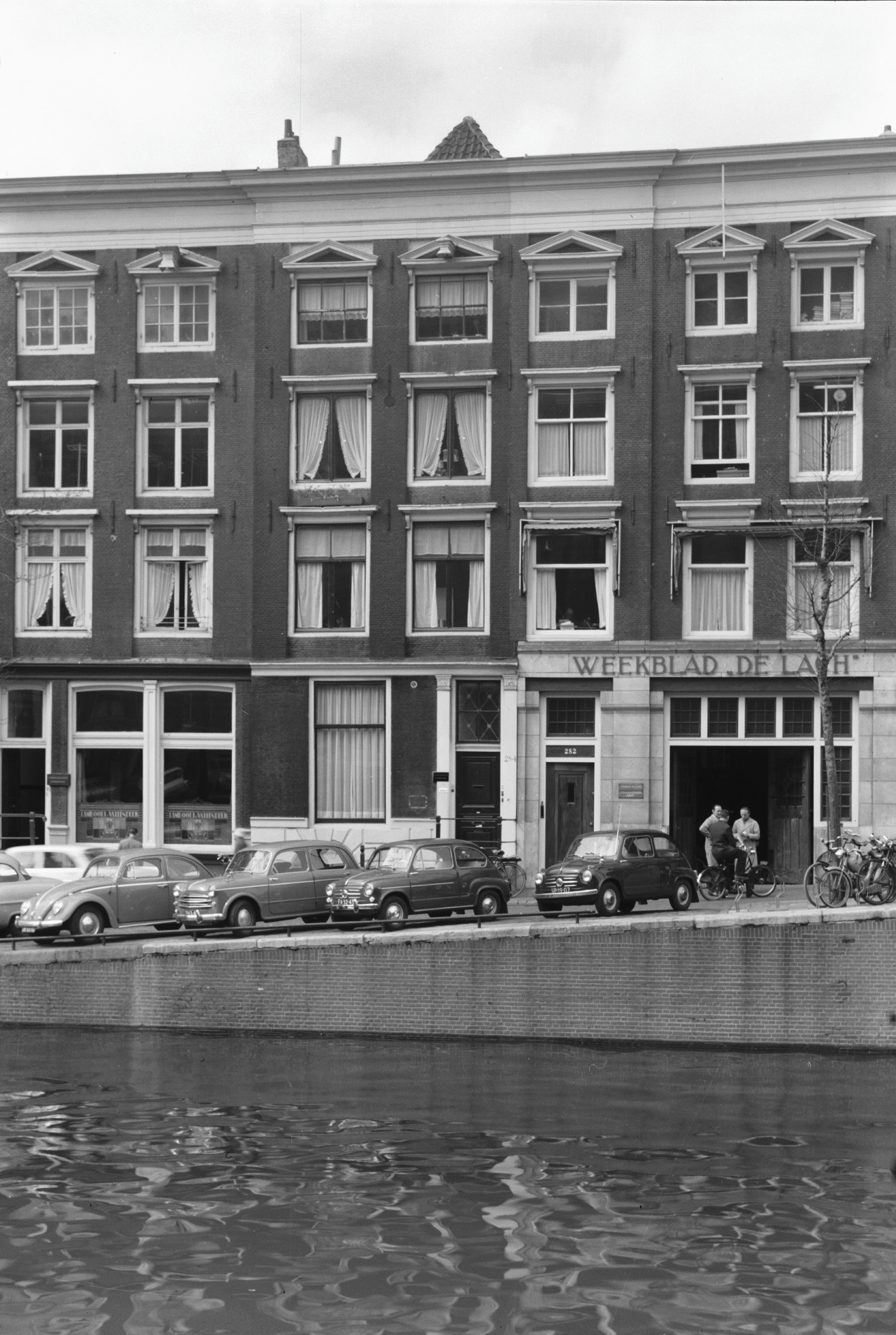
De uitgeverij op Singel 282

De Lach was, samen met "de Piccolo" een Nederlands weekblad voor mannen dat verscheen van 1924 tot 1972.
Het blad bevatte veel foto's van schaars geklede vrouwelijke filmsterren in badpak, bikini e.d., voor die tijd, zeker in de beginperiode, zeer gewaagd. Het blad ontleende zijn naam aan de vele humoristische pagina's in met moppen en cartoons en ook bevatte het verhalen. De belangstelling van de lezers ging echter vooral uit naar de dames in bikini. Het blad was in kiosken te koop en lag bij de kapper (zo wist men thuis niet waar vader in zat te lezen).
Van een seksblad kan niet echt gesproken worden, het ging overwegend om bedekte erotiek. Pas in de laatste jaren van het blad kwamen meer foto's voor van geheel ontklede dames. "Actiefoto's" heeft De Lach nimmer geplaatst en ook de verhalen hadden weinig porno-achtigs, maar waren wel 'ondeugend' te noemen. In de oorlogsjaren mocht het blad niet verschijnen, de reden is onduidelijk.
In de jaren zestig, na de seksuele revolutie, kreeg De Lach het moeilijk doordat andere bladen opkwamen die veel meer lieten zien. De echte seksbladen ("seksboekjes") zoals Chick en Candy ontstonden en de Panorama bevatte opeens ook bloot (waar dit eerst een door en door fatsoenlijk gezinsblad was geweest). De Lach probeerde mee te doen maar kon het niet bolwerken. In 1972 verscheen het laatste nummer.
Harrie Jekkers gebruikt in zijn conference De lachende Piccolo het typische beeld over dit blad; het zat in de leesmap, maar werd zorgvuldig afgeschermd voor de rest van de familie.